# クリスティアーナ・フォン・シュレースヴィヒ＝ホルシュタイン＝ゾンダーブルク＝グリュックスブルク
クリスティアーナ・フォン・シュレースヴィヒ＝ホルシュタイン＝ゾンダーブルク＝グリュックスブルク（ドイツ語：Christiana von Schleswig-Holstein-Sonderburg-Glücksburg, 1634年9月22日 - 1701年5月20日）は、ザクセン＝メルゼブルク公クリスティアン1世の妃。

## 生涯
クリスティアーナはシュレースヴィヒ＝ホルシュタイン＝ゾンダーブルク＝グリュックスブルク公フィリップとゾフィー・ヘートヴィヒ・フォン・ザクセン＝ラウエンブルクの第9子としてコペンハーゲンで生まれた。デンマーク＝ノルウェー王太子未亡人であったマグダレーナ・ジビュレ・フォン・ザクセンによりその居城ニュヒェーピング城で育てられた。
1650年11月19日にドレスデン城において、ザクセン選帝侯ヨハン・ゲオルク1世の三男であるザクセン＝メルゼブルク公クリスティアン1世と16歳で結婚した。このときクリスティアーナの姉ゾフィー・ヘートヴィヒはクリスティアン1世の弟ザクセン＝ツァイツ公モーリッツと結婚した。結婚の祝典はトーナメントや花火など4週間続いた。
1691年に夫クリスティアン1世が死去した後、クリスティアーナはザンガーハウゼン城より1688年に寡婦財産として受け取ったデーリッチュ城に移った。デーリッチュ城は、クリスティアーナが住むために改装が行われていたが、1692年5月31日にクリスティアーナが移ってきたときにはまだ改装が終わっていなかった。クリスティアーナはデーリッチュ城にフランス式庭園を造らせた。
クリスティアーナは1701年にデーリッチュ城で死去した。

## 子女
クリスティアン1世との間に11子が生まれた。
- マグダレーネ・ゾフィー（1651年10月19日 - 1675年3月29日）
- ヨハン・ゲオルク（1652年12月4日 - 1654年1月3日）
- クリスティアン2世（1653年 - 1694年） - ザクセン＝メルゼブルク公
- アウグスト（1655年 - 1715年） - ザクセン＝メルゼブルク＝ツェルビッヒ公
- 男子（1656年） - 死産
- フィリップ（1657年 - 1690年） - ザクセン＝メルゼブルク＝ラウフシュテット公
- クリスティアーネ（1659年 - 1679年） - ザクセン＝アイゼンベルク公クリスティアンと結婚
- ゾフィー・ヘートヴィヒ（1660年 - 1686年） - ザクセン＝コーブルク＝ザールフェルト公ヨハン・エルンストと結婚
- ハインリヒ（1661年 - 1738年） - ザクセン＝メルゼブルク公
- モーリッツ（1662年10月29日 - 1664年4月21日）
- ジビッレ・マリー（1667年 - 1693年） - ヴュルテンベルク＝エールス公クリスティアン・ウルリヒ1世と結婚